# Сан-Пабло-де-Ліпес
Сан-Пабло-де-Ліпес (ісп. San Pablo de Lípez) — селище в болівійському департаменті Потосі, адміністративний центр однойменної громади та провінції Південний Ліпес. 

## Географія
Громада розташована у південно-західному «куті» країни, у межах плато Альтіплано. За біологічним різноманіттям відноситься до центральноандійської сухої пуни. 